# مارچلو آربالو
 مارچلو آربالو (انگلیسی: Marcelo Arévalo؛ زاده ۱۷ اکتبر ۱۹۹۰) یک تنیس‌باز اهل السالوادور است.